# 안영

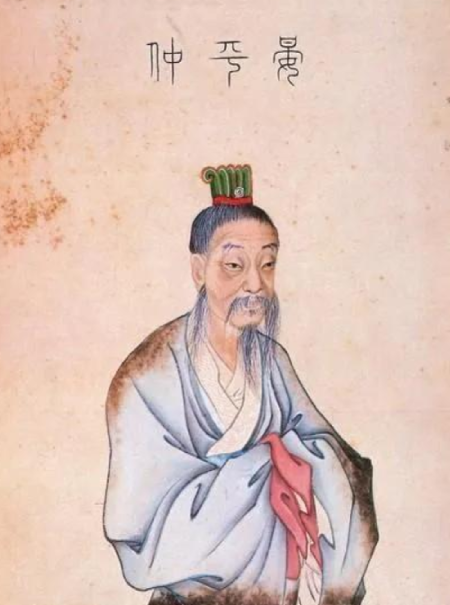

안영(晏嬰, ? ~ 기원전 500년)은 중국 춘추시대 제나라(齊)의 명재상이다. 자는 중(仲), 시호는 평(平). 안약[晏弱, 안환자(晏桓子)]의 아들로, 제나라 래(萊)의 이유(夷維) 사람이다. 제 영공(靈公), 장공(莊公), 경공(景公) 3대를 섬긴 재상으로서 절약 검소하고 군주에게 기탄없이 간언한 것으로 유명하였다. 안평중(晏平仲) 혹은 안자(晏子)라는 존칭으로 불리기도 한다.
안영의 키는 ‘여섯 자(尺)가 되지 않는다’라고 사서에 기록되어 있다. 주나라의 한 자의 길이가 22.5cm이므로, 여섯 자는 135cm로 사서에 따르면 안영은 140cm도 채 되지 않는 단신이었던 것이다. 그러나 작은 체구에 커다란 용기를 갖추고 있어서 항상 사직(社稷, 국가)을 최우선으로 생각하여 간언을 하였다. 제나라 안에서 절대적인 인망을 얻어서 군주조차도 안영을 조심스럽게 대하였다고 한다. 또한 안영 자신은 검약을 행하며 소박한 생활을 고집하여 고기가 식탁에 오르는 경우는 굉장히 드물었다고 한다.
그의 행적은 《안자춘추》, 《춘추좌씨전》, 《사기》 〈관안열전(管晏列傳)〉 등에서 찾아볼 수 있다.

## 생애
제 영공 26년(기원전 556년) 부친 안약이 병사하자, 안영이 부친의 상대부 직위를 이어받았다. 이후 영공, 장공, 경공 3대를 섬기며 약 40여년 간 정치에 보직하였다.

### 양두구육
처음으로 섬긴 군주인 제 영공 때, 도성의 여성 사이에 남장 풍습이 유행하여, 영공은 이를 중지시키라는 금령을 몇 번이나 내렸다. 애초에 이러한 유행은 영공의 비빈에게서 시작된 것이었으나, 영공은 금령을 자신의 비빈에게는 적용하지 않았기 때문에 당연하게도 남장 풍습은 좀처럼 수그러들지 않았다. 자신의 금령이 지켜지지 않는 것을 괴이쩍게 여긴 영공은 근시였던 안영에게 이유를 묻자, 안영은 ‘군께서 하고 계신 것은 소의 머리를 간판에 걸고 말 고기를 파는 것과 같습니다. 궁정 안에서부터 금한다면 유행은 곧 사그라들겁니다.’라고 간언하였다. 영공이 이 말을 옳게 여기고 그대로 시행하자, 도성 내에서 남장 풍습은 곧 찾아볼 수 없게 되었다. 여기서 ‘우두마육(牛頭馬肉)’이라는 말이 생겼고, 후에 변화하여 ‘양두구육(羊頭狗肉)’이라는 성어로 널리 알려지게 되었다.

### 최저의 장공 시해
다음 대 군주인 제 장공(莊公) 때인 기원전 551년, 진나라의 경(卿, 대신급의 최고위 귀족)인 난영(欒盈)이 사개(士匄)와의 권력 투쟁에서 패하여 제나라로 망명해왔다. 장공은 난영을 기쁘게 맞아들이고 그에게 힘을 빌려주어 진나라의 내분을 이용해 이익을 보고자 하였다. 이에 안영은 크게 반대하였으나, 장공은 아랑곳않고 난영의 복수극을 도와 진나라를 공격하였다. 이후에도 안영은 여러차례 장공에게 간언을 올리나 장공이 이를 전혀 받아들이지 않고 자신을 불쾌하게 여기자, 안영은 사직하고 시골로 내려가 밭을 갈면서 세월을 보냈다.
장공은 자신의 사부이자 자신의 즉위에 가장 큰 공을 세운 재상 최저(崔杼)의 미모의 처와 밀통하고 있었다. 이를 안 최저는 격노하여 기원전 548년 5월, 자신의 집에 장공을 초대하여 주연을 베풀고, 시해하였다. 이를 들은 안영은 급히 도성으로 달려왔다. 만약 장공을 애도하는 모습을 보이면 최저에게 죽임을 당할 것이요, 그렇다고 최저의 편을 들면 불충한 신하라는 악명을 뒤집어쓰게 될 판이었다. 이에 대해 안영은 ‘나 혼자만의 군주가 아니니 따라죽지 않을 것이오. 내게 죄가 없으니 도망가지 않을 것이오. 그러나 군주가 죽었으니 그냥은 돌아가지 않을 것이오.’고 말하고, 최저의 집에 들어가 형식대로 정중히 곡례를 마치고 돌아갔다. 최저의 가신이 안영을 죽이려고 하였으나, 인망이 높은 안영을 죽인다면 민심을 잃을까 두려워한 최저가 이를 말렸다.
그 후, 최저는 경봉(慶封)과 함께 장공의 이복동생 공자 저구(杵臼, 제 경공(景公))를 군주로 옹립하고, 반대파를 억누르기 위하여 모든 신하를 제나라의 시조 태공(太公)을 모신 사당에 모아놓고 ‘최씨와 경씨의 편을 들지 않는 자는 천벌을 받을 것이다’라고 맹세할 것을 요구하고, 맹세하지 않는 자는 그 자리에서 죽였다. 그러나, 안영은 자신의 차례가 되자 ‘군주와 공실을 편들지 않고, 최씨와 경씨의 편을 드는 자는 천벌을 받을 것이다’라고 맹세하였다. 최저는 이에 격분하여 안영을 죽이려 하였으나 좌우에서 가신이‘군주를 죽인데다 명망 높은 안영마저 죽이면 민심이 등을 돌릴까 두렵습니다’라고 간하며 만류하자 안영을 죽이지 않고 돌려보냈다. 안영은‘큰 불인을 저질러놓고 작은 인을 베푸는 것이 옳은 일이겠는가’라고 말하고 유유히 돌아갔다.
이러한 일련의 사건에서 안영이 취한 자세는 그에게 불후의 명성을 안겨주었다.
최저와 경봉은 함께 정권을 장악했으나, 최저의 집안은 기원전 546년에 후계자 분쟁이 일어나 이에 개입한 경봉에 의해 몰락하였고, 그 이듬해 기원전 545년 진무우(陳無宇)와 포씨(鮑氏)·고씨(高氏)·난씨(欒氏) 등의 연합세력이 경봉을 공격하여 경씨 가문 역시 멸망하였다. 이 때 양 진영이 모두 경공의 신병을 확보하고 공궁을 손에 넣으려고 하였으나, 안영은 이를 사적인 싸움으로 여기고 양 측 어디에도 가담하지 않고 경공과 공궁을 지켜냈다.

### 명재상
그 뒤, 안영은 경공의 신임을 얻어 재상의 지위에 오르고, 전씨 일족인 명장 사마양저(司馬穰苴)를 추천하였다. 제 경공은 놀이를 좋아하는 극히 평범한 군주로, 안영은 이 군주에게 수많은 간언을 올리며 제나라의 국사를 지탱하였다. 그 간언 내용이 《안자춘추》 전편에 걸쳐 실려있다. 안영은 내정, 외교 수완이 뛰어나 제나라는 춘추오패의 필두 제 환공 시대 다음가는 제 2의 전성기를 맞이하였고, 공자도 제나라에 임관하고자 하였으나, 안영의 반대로 이루어지지 못했다.

### 각국 사신행
기원전 540년에 진나라(晉)에 사신으로 가 진 평공(平公)을 알현하고, 진나라의 현신 숙향을 만나 어러가지 대화를 나누었는데, ‘전씨(진무우·전걸(田乞) 부자)는 백성에게 많은 은혜를 베풀어 인망이 두터우니, 언젠가 제나라는 전씨의 손에 들어갈지도 모르겠소’라고 하였다. 이 말은 약 150년 뒤에 실현되었다(전씨의 제나라).
또한, 초나라에 사신으로 갔을 때 초 영왕(靈王)은 키가 작은 안영을 업신여겨 창피를 주고자, 사람이 통과하는 문을 닫아걸고 그 옆에 개 정도나 통과할 만한 작은 문을 만들어놓고 안영에게 이를 지나가게 하였다. 이에 대해 안영은 ‘개 나라에 사신으로 간 자는 개 문으로 들어갑니다. 신은 지금 초나라에 신으로 왔으니, 이러한 문으로는 들어갈 수가 없습니다.’라고 외쳤다. 이를 들은 영왕은 어쩔 수 없이 대문을 열어 주었다. 그러나 영왕은 이 정도로 포기하지 않고, 안영을 알현하는 자리에 제나라 출신의 도둑을 불러 와 ‘제나라 사람은 이리도 훔치는 일을 좋아하는가?’라 말하여 창피를 주었다. 안영은 이에 대해 ‘귤은 회수 이남에서는 귤(橘)이지만, 회수 이북에서는 탱자(枳)가 됩니다. 이는 토지와 풍토의 차이입니다. 제나라에서는 도둑질을 하지 않았던 자가 초나라에 와서는 도둑질을 하였으니, 초나라의 풍토는 사람들에게 도둑질을 하게 만드는 것 같습니다.’라고 되받아쳤다. 과연 이 말에는 영왕도 할말이 없어 크게 웃으며 ‘성인과 더불어서는 장난치는 게 아니라더니, 그 말대로군. 역으로 과인이 창피를 당했구나.’라고 안영을 인정했다고 한다. 포악한 행실로 천하에 악명을 떨치던 영왕마저도 감탄시킨 이 일화로 안영은 귀국 후에 더욱 명성이 높아지게 되었다. 또한, 이 고사에서 남귤북지(南橘北枳), 귤화위지(橘化爲枳)라는 사자성어가 나왔다.

### 사망
기원전 500년 안영은 처에게 가법을 바꾸지 말도록 유언하고 사망하였다. 안영이 중태에 빠졌을 때, 경공은 치수가에 나들이를 나가 있었다. 파발이 도착하여 안영의 위독을 알리자, 경공은 마차에 올라서 급히 임치(臨淄)로 향했다. 경공은 마차의 속도가 느리다며 마부에게서 고삐를 뺏어 들고 스스로 말을 몰았다. 그러나 그것도 느리다고 느끼고 심지어는 마차에서 내려서 스스로 달려가다가 마차에 다시 타기를 세 번이나 반복하며 마침내 임치에 도착하였다. 경공은 바로 안영의 집에 들어가서는 안영의 시신을 껴안고 통곡했다. 근신이 ‘(군께서 이렇듯 슬피 통곡하시는 것은) 예가 아닙니다.’라고 간하였으나, 경공은 ‘지금 예를 따질 겨를이 아니다. 내가 옛날 선생(안영)과 공부(公阜)에 놀러 갔을 때, 하루에 세 번이나 내 과실을 책망해 주었다. 이제 누가 내 과실을 바로 잡아 주겠는가. 선생이 돌아가신 것은 곧 내가 망하는 것이다. 지금 어찌 예를 따지겠는가’라고 말하고 슬픔이 다 할때까지 곡하였다.
사후, 평(平)이라는 시호가 내려, 안평중이라고 불리게 되나, 후세 사람들은 존경의 의미를 담아 '안자라고 불렀다.
현재 안영의 묘소는 중국 산둥성 쯔보 시에 있다.

## 평가
안영은 제 환공을 보좌한 관중과 더불어 춘추 시대 전체를 거론해도 결코 빠지지 않는 명재상으로 여겨졌으며, 사마천은 《사기》 열전에 관중과 안영을 한 편으로 엮어서 열전 첫 편인 〈백이열전〉 바로 뒤에 배치하였다.
또한 안영이 공손접(公孫接)·전개강(田開彊)·고야자(古冶子)라는 세 장사를 복숭아 두개로 자신의 손을 더럽히지 않고 죽게 만들었다는 내용(이도살삼사(二桃殺三士))을 노래한 ‘양보음(梁甫吟)’은 제갈량이 즐겨 읆었다는 것으로도 유명하다.
- 《논어》〈공야장〉
공자가 말하기를, “안평중은 사람들과의 교제에 뛰어났으니, 아무리 상대방과 오래 사귀어도 그를 공경하였다.” (子曰晏平仲善與人交久而敬之.)
- 《안자춘추》〈내편잡상(內篇雜上)〉
(공자가 안영을 칭찬하는 말)
“불법(不法)의 예는 안자가 능히 이를 행한다.” (不法之禮, 維晏子爲能行之.)
- 《안자춘추》〈내편잡하(內篇雜下)〉
(공자가 안영을 칭찬하는 말)
“훌륭하도다. 술잔과 도마 사이를 벗어나지 않고 천리 밖을 알았으니, 이는 안자를 두고 말한 것인데, 가히 적을 물리쳤다고 할 수 있다.” (善哉. 夫不出樽俎之間, 而知千里之外, 晏子之謂也. 可謂折衝矣)
- 사마천, 《사기》〈관안열전〉
안자가 제 장공이 역신에게 시해당했을 때 그 시체 앞에서 엎드려 곡하고 예를 마치고 그대로 돌아갔으니 이것이 이른바 ‘의를 보고 행하지 않음은 곧 무용(無勇)’이라는 말에 해당하는 것이 아니겠는가? 그러나 그가 간언의 말을 올릴 때는 그 군주의 안색에 아랑곳하지 않았으니 이것이 바로 ‘나아가서는 충성을 다할 것을 생각하고 물러나서는 허물을 고칠 것을 생각한다(進思盡忠退思補過)’는 것인가. 가령 안자가 오늘날 살아있어 말채찍을 잡고 그의 수레를 몰 수 있다면 그 일은 내가 기뻐하고 흠모하는 바가 될 것이다.